# Meri...
Meri... (fl. XXII-XXI secolo a.C.) è stato un sovrano egizio, inserito nella X dinastia, si conosce solo tale parte del suo nome.

## Biografia
Di questo sovrano non si conosce praticamente nulla, se non parte del nomen.
Come gli altri sovrani della X dinastia regnò da Eracleopoli sul Basso Egitto in contrapposizione con i principi tebani della XI dinastia
|                |    |   |   |
| \| \| \| \| \| |    |   |   |
|                |    |   |   |
| HASH           | mr | i | i |

| HASH | mr | i | i |

|                |    |   |   |
| \| \| \| \| \| |    |   |   |
|                |    |   |   |
| HASH           | mr | i | i |

| HASH | mr | i | i |

mr y... - Meri... (Amato da...)